# Donkerbruine schotelkorst
Donkerbruine schotelkorst (Rinodina oleae) is een korstmossoort uit de familie Physciaceae. Hij komt voor op steen, op bomen en op hout.

## Determinatie
Donkerbruine schotelkorst is een korstvormig korstmos en een helder tot donkergrijs thallus. Het is duidelijk begrensd door een wit prothallus. Apotheciën zijn altijd aanwezig. Deze zijn bruinzwart van kleur en vrij klein (0,6 mm) met een grijsbruine rand. De bruine ascosporen zijn 2-cellig en verdikt rond het septum en niet langer dan 20 nm groot.

## Verspreiding
In Nederland is donkerbruine schotelkorst vrij algemeen. Hij staat niet op de Nederlandse Rode Lijst en is niet bedreigd.